# Horatio Spafford
Horatio Gates Spafford (20. října 1828, Troy, New York, USA – 16. října 1888, Jeruzalém) byl prominentní americký právník a oddaný křesťan v presbyteriánské církvi v Chicagu. Bezprostředně po rodinné tragédii, při níž zemřely jeho čtyři dcery, napsal hymnus „It Is Well with My Soul“. Text později zhudebnil Philip Bliss a píseň se zařadila mezi světově známé duchovní písně.

## Život
Horatio Gates Spafford, syn nakladatele, se dne 5. září 1861 oženil v Chicagu s Annou Larsenovou ze Stavangeru (Norsko). Jako právník byl senior-partnerem velké advokátní kanceláře a rodině se finančně dařilo. Na jaře roku 1871 investoval Spafford spolu s manželkou do nemovitostí na severu Chicaga, ale v říjnu 1871 zničil požár celé město a tím i veškerý jejich majetek. O dva roky později si rodina naplánovala výlet do Anglie, kde byl jejich přítel, evangelista Dwight L. Moody, na misijní cestě. Pracovní důvody zabránily Spaffordovi odplout společně s manželkou a čtyřmi dcerami. Francouzský parník Ville du Havre, na kterém ženy cestovaly, měl dne 22. listopadu 1873 kolizi se skotskou plachetnicí Loch Earn a po ní se za dvanáct minut potopil. Při nehodě zemřelo 226 lidí včetně Spaffordových dcer. Spafford okamžitě odplul do Anglie, aby se připojil ke své manželce, jež srážku přežila, a na lodi napsal první verše textu písně „It Is Well with My Soul“. V baptistickém zpěvníku Bratrské písně jde o píseň č. 284 „Ať hrozivé vlny“.

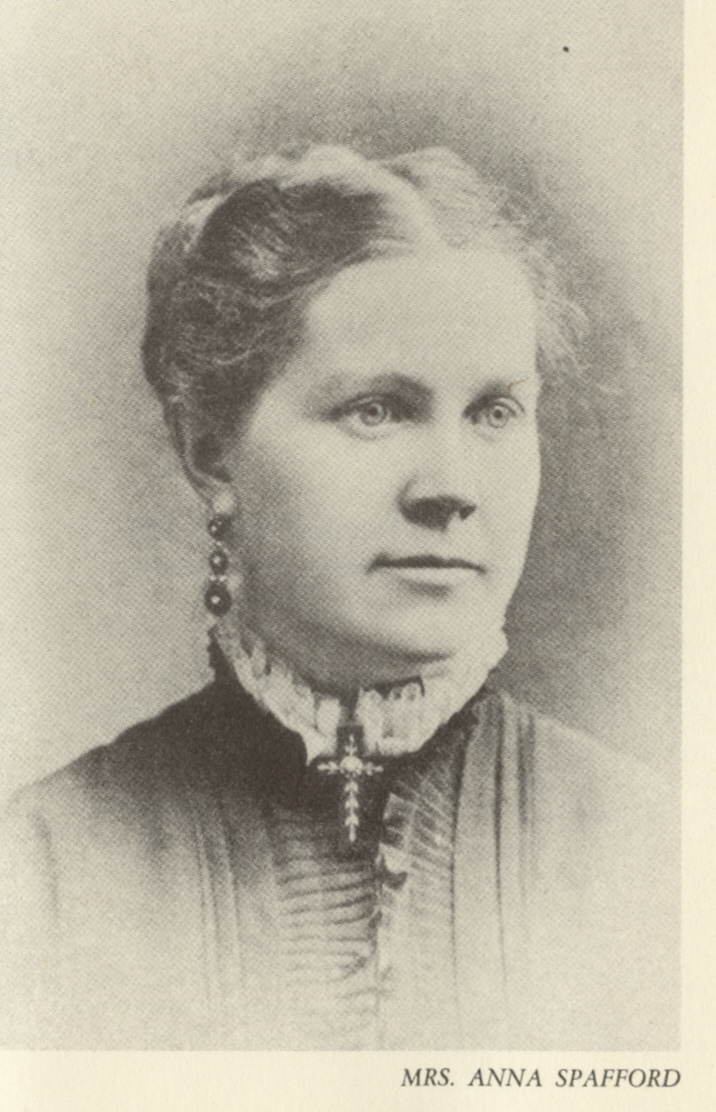
Anna Spafford

### Změna
Po potopení Ville du Havre paní Anna porodila další tři děti, ale jediný syn Horatio Goertner (* 1877) zemřel na „šarlatovou horečku“ ve věku tří let. Toto neštěstí, včetně trvajících finančních ztrát a smutku doprovázeného nedostatečnou podporou jejich církevní komunity, změnilo život rodiny v celoživotní duchovní pouť. Manželé opustili presbyteriánský sbor a začali pořádat modlitební setkání ve svém domě. Jejich mesiánská sekta v počtu 13 dospělých a tří dětí odešla v srpnu 1881 do Jeruzaléma, aby tam založila americkou kolonii. Členové kolonie, k níž se později připojili i švédští křesťané, se zabývali filantropickou prací mezi lidmi v Jeruzalémě – bez ohledu na jejich náboženské vyznání a bez proselytizujících motivů, čímž získali důvěru místních muslimských, židovských a křesťanských komunit.
Horatio Spafford zemřel na malárii 16. října 1888 a byl pohřben na hřbitově Mount Zion v Jeruzalémě.